# Once Deportivo
Once Deportivo Fútbol Club – salwadorski klub piłkarski z siedzibą w mieście Ahuachapán, w departamencie Ahuachapán. Występuje w rozgrywkach Primera División. Domowe mecze rozgrywa na obiekcie Estadio Simeón Magaña. Nazwa klubu zapisywana jest niekiedy jako 11 Deportivo.

## Osiągnięcia

### Krajowe
- Primera División

| zwycięstwo (1):     | 2024 (A) |
| drugie miejsce (0): | –        |

## Historia
Klub powstał w lipcu 2019 na licencji pierwszoligowego zespołu Pasaquina FC, który został wykluczony z rozgrywek ze względu na problemy finansowe i organizacyjne. Nowy klub wykupił licencję Pasaquiny za sumę 100 tysięcy dolarów i przystąpił do rozgrywek Primera División. Został następcą rozwiązanego i działającego wcześniej w Ahuachapán klubu Once Municipal.
W marcu 2020 ze względu na pandemię COVID-19 decyzją Salwadorskiego Związku Piłki Nożnej (FESFUT) zdecydowano się zakończyć rozgrywki ligi salwadorskiej (sezon Clausura 2020) po jedenastu kolejkach, a liderującej wówczas w tabeli drużynie Once Deportivo przyznać tytuł mistrza Salwadoru. Zespół został też wybrany jako jeden z trzech mających reprezentować Salwador w międzynarodowych rozgrywkach Ligi CONCACAF. Niedługo potem uznano jednak, iż za przerwany sezon nie zostanie przyznany tytuł mistrza kraju. W maju 2020 krajowa federacja zmieniła z kolei zasady kwalifikacji do Ligi CONCACAF (uznano, że ligę salwadorską będą reprezentować trzy najlepsze drużyny z łączonej tabeli regularnych sezonów Apertura 2019 i przerwanego Clausura 2020), przez co Once Deportivo został zastąpiony przez Municipal Limeño i ostatecznie nie wystąpił w tych międzynarodowych rozgrywkach.
W sezonie Apertura 2024 zespół wywalczył pierwsze mistrzostwo Salwadoru w swojej historii, pokonując w finale FAS (2:1) po dogrywce.